# Maru (Mulgi)
Maru – wieś w Estonii, w prowincji Viljandi, w gminie Mulgi.